# Gusakovski
Gusakovski je priimek več oseb:
- Josif Iraklijevič Gusakovski, sovjetski general
- Aleksij Gusakovski, košarkar